# Kindu
Kindu je glavni grad provincije Maniema u Demokratskoj Republici Kongo. Leži na rijeci Kongo, 350 km zapadno od tromeđe Burundi - Ruanda - DR Kongo. Ima zračnu luku, a željeznicom je povezan s Kanangom.
Grad je u 19. stoljeću bio središte trgovine zlatom, bjelokošću i robljem.
Prema popisu iz 2004. godine, Kindu je imao 135.534 stanovnika.